# دیوید گاتسمن
دیوید گاتسمن (انگلیسی: David Gottesman؛ زادهٔ ۲۶ آوریل ۱۹۲۶) یک بازرگان اهل ایالات متحده آمریکا است.